# S'Pace
Александр Николаевич Балыкин (род. 2 апреля 1983, Бобруйск, Могилёвская область, Белорусская ССР, СССР), более известный под сценическим псевдонимом S'Pace, — российский и белорусский музыкант, музыкальный продюсер и рэпер. Известен своими проектами в жанрах «Андеграунд» и east и west -coast американского рэпа.

## Биография
Александр родился 2 апреля 1983 года в Бобруйске в Беларуси. Там же и провел свое детство. С детства увлекался творчеством Эминема и Оксимирона. С 2003 года начал проживать в Москве. В музыку попал случайно, познакомившись с девушкой в караоке в 2019 году и спев вместе несколько песен и узнав, что она занимается вокалом, тоже туда записался.
С 2025 года начал писать совместные проекты с многими артистами.

## Критика
Издание KR.ru новой работе «Our Choice (Наш выбор)» рэперов S’Pace и Рагнара пишут, что в то время как адепты хип-хопа все чаще идут на поводу у слушателей, становятся ангажированными и теряют опущение подлинности, то это никак нельзя сказать об их новой работе. Напротив, они напоминают о том, что каждый независимый музыкант — кузнец своего счастья, поэтому так важно не продаться сильным мира сего. Такая позиция вполне осознанная и продуманная. Youtube издание RapNewslife оценивало трек-клип Спейса «С тобой я дома» сказав, что необходимо обратить внимание на flow для большего количества изменений, смены энергии и смены интонаций. Потом назвал его поэтом, и что рэпер пишет красиво.